# Silvia Valmaña
Silvia Valmaña Ochaíta, née le 30 janvier 1963, est une femme politique espagnole membre du Parti populaire (PP).
Elle est élue députée de la circonscription de Guadalajara lors des élections générales de décembre 2015.

## Biographie

### Vie privée
Mariée, elle est mère de quatre enfants.

### Professionnelle du droit pénal
Elle réalise des études de droit à l'université d'Alcalá de Henares. Recevant le prix extraordinaire — qui vient récompenser les meilleurs élèves d'une promotion — pour sa licence, elle obtient son doctorat avec la mention cum laude. Après avoir réussi le concours universitaire, elle est nommée professeure titulaire de droit pénal sur le campus de Cuenca de l'université de Castille-La Manche en novembre 1992. Spécialiste reconnue de droit pénal, elle a exercé les responsabilités de doyenne de la Faculté des Sciences sociales de Cuenca. Elle fait des recherches sur la question de la protection des mineurs, de la réponse pénale à la violence contre les femmes et des addictions aux drogues,. Elle est membre de l'Association internationale de droit pénal.

### Haute-fonctionnaire de l'ère Cospedal
Peu après l'investiture de María Dolores de Cospedal comme présidente de la Junte des communautés de Castille-La Manche et la formation du nouvel exécutif régional en juin 2011, elle est nommée directrice générale à la Famille, aux Mineurs, à la Promotion sociale et au Volontariat par le conseiller à la Santé et aux Affaires sociales José Ignacio Echániz,,. Elle perd les compétences relatives au Volontariat en juillet 2012 mais reprend les attributions relatives aux Relations avec les émigrés de Castille-La Manche, auparavant dévolues au secrétariat général aux Affaires sociales géré par Carmen Balfagón. Elle est relevée de ses fonctions en juillet 2015 après le retour des socialistes d'Emiliano García-Page au pouvoir.

### Députée au Congrès
Secrétaire à la Famille et au Bien-être social du Parti populaire de la province de Guadalajara, elle est désignée tête de liste dans la circonscription de Guadalajara en vue des élections générales de décembre 2015,. Elle relève le maire de Guadalajara Antonio Román alors que la candidature d'Echániz semblait acquise. Sa liste reçoit le soutien de 47 365 voix, représentant 34,76 % des suffrages exprimés, et ne remporte qu'un seul des trois mandats en jeu ; soit le moins bon score en nombre de sièges depuis les élections de 1982. Élue au Congrès des députés, elle est membre des commissions de la Justice, de l'Intérieur et de l'Égalité ainsi que porte-parole titulaire à la commission des Politiques d'intégration du handicap.
Reconduite pour le scrutin législatif anticipé de juin 2016,, elle enregistre une augmentation nette de 4 682 voix — principalement reprises à Ciudadanos — qui permet au parti de récupérer ses deux sièges de députés. Toujours membre des commissions de la Justice, de l'Intérieur et de l'Égalité, elle abandonne la commission des Politiques d'intégration du handicap au profit de la commission de l'Éducation et du Sport où elle exerce la responsabilité de porte-parole titulaire. Après la scission de cette dernière commission en juin 2018, elle devient porte-parole titulaire à la nouvelle commission de la Science, de l'Innovation et de l'Enseignement supérieur,.